# 傳道書
《傳道書》或譯《訓道篇》（希腊语：Εκκλησιαστής，Ekklēsiastēs，qōheleṯ），是舊約聖經诗歌智慧书的第四卷，为大多数基督教派系承认。标题“传道书”（Ecclesiastes）是拉丁文转写希腊译文，希腊文则译自希伯来文 Kohelet（即“召集人”，但常常译为“教师”或“传道人”），文中作者使用了化名。
经文成书不早於公元前十世紀。作者自称为：“在耶路撒冷作王，大卫的儿子”（即所罗门），讨论生命的意义及最佳生活方式。他宣称人类所有活动都是内在的「hevel」，即“虚空”、“无用”、“捕风”，无论智慧愚拙，人固有一死。传道人明确表示智慧是有助于过好尘世人生。在不知不觉中，人应该享受每日简单的快乐，如吃喝劳作，这都是上帝的恩典。经文以劝诫总结全文：“敬畏上帝，谨守祂的诫命，这是人所当尽的本分”（12:13）。
《传道书》深深影响了西方文学，裡面一些名句在英美文化中廣為流傳和迴響。美國內戰時期，亚伯拉罕·林肯在1862年国会致词时引用了此書第一章第四節。美国小说家托马斯·伍尔夫也对其大加赞赏。

## 创作

### 作者和寫作背景

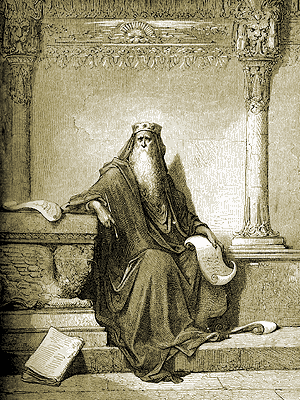

書中並沒有特别提及所羅門的名字，但有幾段經文頗明確地顯示他便是這書的執筆者。招聚者自我介紹時指出自己是“大衛的兒子”，“在耶路撒冷作過以色列的王”。這點僅對所羅門適用，因為他在耶路撒冷的繼位者僅能作猶大國的王。此外，招聚者也這樣寫道：“我得了大智慧，勝過我以前在耶路撒冷的衆人，而且我心中多經歷智慧和知識的事。”這跟所羅門的情況吻合。《傳道書》第12章第9节参向透露他“又默想，又考查，又陳説許多箴言”。所羅門王曾發表了3000句箴言。《傳道書》第2章第4节至第9节参談及執筆者的建築計劃，包括修建葡萄園、園囿、灌溉系統、編排男女僕婢、積蓄金銀及獲得其他許多成就。這一切正是所羅門的寫照。示巴女王在目睹所羅門的智慧和興盛之後説：“人所告訴我的還不到一半。”
書中指出執筆的地點是在耶路撒冷，因為招聚者在耶路撒冷作王。寫作的時間应当是公元前1000年之前，在所羅門統治的40年間，在他獲得書中所説的各項成就之後，在他犯拜偶像的罪之后，他写书时明白过去的辉煌都是虚空，没有永恒的价值。

### 体裁
《传道书》文学形式可以追溯到中东文学自传传统，主角是位国王，讲述自己的经历，从中吸取教训，并常常自省。《传道书》也类似地将自己称为国王，讲述追求智慧之旅，得出结论，并承认不足。该书属于智慧文学，对人生提出忠告，思考问题和意义。其它例子包括《约伯记》和《箴言》，以及一部分《诗篇》。与其它圣经智慧书不同，《传道书》深深地怀疑智慧自己的用途。《传道书》影响了《次经》中的《所罗门智训》和《便西拉智训》，两者都对《传道书》中哲学无用论表示反对。
智慧是古代流行的体裁，在文士圈中发展，为准备升入高官和上朝的年轻人予以忠告；有强烈证据显示一些书籍或至少一些教导被翻译成希伯来文，影响了《箴言》，《传道书》的作者可能熟知埃及和美索不达米亚的例子。

### 地位
有些人（如，贊同「高等批評」的人）可能懷疑它是否是圣经正典一部分，原因是它一次也沒有提及上帝的名字耶和华。然而，本書有崇拜上帝的內容，並且屢次運用哈以魯謙（ha·'Elo·him′）一詞，意即“真實的上帝”。另一個有人可能提出的異議是其他聖經書從沒有直接引用過傳道書的經文。然而，書中提出的教訓和其中所含的原則跟聖經的其餘部分協調一致。克拉克评论説：“這本稱為戈希力夫或傳道書的聖經書一直都受猶太人和基督教教會所採納，視之為全能者所感示的著作，是聖經正典的一部分。”
聖經考證學家聲稱傳道書並非由所羅門執筆，亦非“聖經”的真實部分，理由是它所用的文體及書中的哲理是屬於較後期的，例如書中部分亞蘭語及波斯語的借詞，便西拉智訓對本書有不少引用。他們忽視了所羅門可以通過當時的國際貿易和工業發展，以及透過周遊各地的貴胄及他與外界的其他接觸積聚大量知識。正如庫克评论道：“這位偉大的希伯來君王日理萬機，奮發進取，這使他在生活、思想和語言上遠遠超越當時希伯來人的知識範疇。”

## 簡介
傳道書是聖經裏的一篇書卷。全書主體是引用傳道者，一位被描述成曾在耶路撒冷作王，大衛的後人的言論。

## 主要内容

### 人生的虚空
在傳道書的開頭，傳道者説：“虚空的虚空，凡事都是虚空。人的一切勞碌帶來什麽益處呢？日光之下並無新事。”
傳道者立定心意要尋找智慧，因為世人實在經歷極大的勞苦。但他發覺不論人是愚是智，勞碌取利，吃喝宴樂，這一切均是虚空，都是捕風。他於是轉為愁苦憂傷，厭煩人生的種種苦惱和物質追求。

### 喜樂福祉房舍田園智慧全屬虛空
在傳道書第二章，傳道者以他當時在耶路撒冷做王之權，享受福樂、大修土木修築房屋及各種壯闊田園、積累各樣珍寶與享樂，但仍舊感覺一切皆是虛空枉然。就連他所竭力追尋之智慧，也是虛空。

### 萬事萬物皆有定時
在傳道書第三章，傳道者述說，所有事情都有一定期限，天下万物都有时限，生死都有定时。雖然世人所歷經的，是極重的勞苦。但是他仍懷抱希望，寫道：我見神叫世人勞苦，使他們在其中受經練。神造萬物，各按其時成為美好，又將永生安置在人心裏。然而神從始至終的作為，人不能參透。我知道世人莫強如終身喜樂行善。而神一切所做的，都必永存；無所增添，無所減少。神這樣行，是要人在祂面前存敬畏的心。

### 少壯時宜念造化之主
在傳道書結尾，傳道者述說，當趁著年幼、衰敗的日子尚未來到，就是那些毫無喜樂的那些年日未曾鄰近之先，紀念造你的主。

## 基督教觀點

### 新教
关注属灵的事务
傳道書不是一本悲觀的書，相反它充滿了燦爛的智慧。雖然所羅門把自己的許多成就視為虚空，他並沒有把他在耶路撒冷摩利亞山上所建造的聖殿和耶和華的純真崇拜視作如此。他也沒有把來自上帝的生命恩賜稱為虚空，相反，他表示生命是為了使人喜樂行善而賜下的。凡是對上帝毫不理會的活動都會導致災禍。父親可能努力為兒子積聚財富，但一場災難卻可以奪去一切，結果沒有任何東西留下來給兒子。所以，將永久的産業──屬靈的財富──留給兒女無疑好得多。非常富有但卻不能享用也是災禍。當死亡的災難趕上富有的人時，他們便空手而“去”了。
在《馬太福音》第12章第42节参，耶穌基督説他自己“比所羅門更大”。既然所羅門預表耶穌，那麽，所羅門在這本書中所寫的話與耶穌的教訓却有許多類似的地方。例如，耶穌强調上帝的工作範圍十分廣闊，説：“我父做事直到如今，我也做事。”所羅門也提及上帝的工作，説：“我就看明上帝一切的作為，知道人查不出日光之下所做的事；任憑他費多少力尋查，都查不出來，就是智慧人雖想知道，也是查不出來。”。
聚会的重要性
耶穌和所羅門都鼓勵純真的崇拜者要聚集起來。關於“事物制度的末期”和“指定的列國時期”，耶穌的評論與所羅門所説的“凡事都有定期，天下萬物都有定時”這句話一致。
提防物质主义
耶穌和他的門徒均與所羅門一致地警告人提防崇尚物質的危險。智慧才是真正的保護，因為正如所羅門説，智慧“能保全智慧人的生命”。耶穌則説：“你們要先求祂的國和祂的義，這些東西都要加給你們了。”《傳道書》第5章第10节参説：“貪愛銀子的，不因得銀子知足；貪愛豐富的，也不因得利益知足。這也是虚空。”與此類似的是，保羅在《提摩太前書》第6章第6节至第19节参提出勸告，指出“貪財是萬惡之根。”在其他的聖經教訓方面，兩者也有類似之處。
上帝的儿子耶穌，依照人世間的宗法來看，是睿智的所羅門王後代。在基督的國統治下，一個新的屬地社會將要建立起來。對一切寄望於上帝的王国的人來説，所羅門為了指引治下臣民而寫的資料的確值得他們仔細留意。传道书指出，在王國治下，人類會按照招聚者所提出的明智原則而生活，並且會因上帝予人的生命恩賜永遠歡喜快樂。

### 天主教
如《圣经》大多数部分一样，天主教领袖从古至今引用《传道书》。如教会圣师引用《传道书》。圣奥古斯丁在《天主之城》第20章引述。哲罗姆写了评论。 圣多马斯·阿奎那在《神学大全》中引用（“缺少的，不能足数”）。
最近的教宗也常引用，如若望·保禄二世和方济各。若望·保禄二世在2004年10月20日演讲时称经文作者是位“古圣经先贤”，描述死亡“让人疯狂握紧毫无意义的尘世事物。”方济各在2014年9月9日演讲时引用，称虚空的人：“有多少基督徒为面子活？他们的人生好像肥皂泡。”

## 犹太教
在犹太教里，《传道书》在圣会节（也门、意大利和一些塞法迪犹太人及中世纪法国犹太礼仪）或在住棚节中间的安息日诵读（阿什肯纳兹犹太人）。如果住棚节没有中间的安息日，阿什肯纳兹犹太人也会在圣会节诵读（在以色列的阿什肯纳兹犹太人会在住棚节第一个安息日诵读）。在住棚节诵读是为了提醒不要在节日欢庆过了头，并告知听众，没有上帝，人生毫无意义。当听众用心领会时，真正的幸福才会祝福全年。
《傳道書》第12章第1节至第9节参最后的诗赋在《塔库姆译本》、《塔木德》和《米德拉什》有所解释，拉比如辣什和埃兹拉认为这是对年老的寓言。

## 对西方文学影响
《传道书》深深影响了西方文学。一些名言与英美文化共鸣，如“吃喝快乐”、“日光之下无新事”、“生有时、死有时”、“虚空的虚空；凡事都是虚空”。在1862年12月1日南北战争最黑暗的日子里，亚伯拉罕·林肯向国会致词时参考了《傳道書》第1章第4节参：“我们的世代会过去，另一世代会到来：但大地永存⋯⋯我们的冲突属于我们──是将要过去的一代人；这代人过去了就销声匿迹了，不再惊天动地了。” 美国小说家托马斯·伍尔夫写道：“在我所有看到或学到的就人生在世之言，这本书最为高尚、聪慧、有力──它也是诗赋、文采和真理中最高的花朵。我不是要做出文学创作教条性评判，但我不得不说《传道书》是我所知最佳的单本，其中的智慧恒久流传。”
威廉·莎士比亚的《十四行诗》第59首开篇引用《傳道書》第1章第9节至第10节参。
让-雅克·卢梭的《忏悔录》中描述了《传道书》对他人生的影响。
罗伯特·彭斯的《致好得出奇者》中参考了《傳道書》第7章第16节参。
欧内斯特·海明威第一部小说《太阳照常升起》标题引用《傳道書》第1章第5节参。

## 閱讀聖經
- 傳道書 （页面存档备份，存于）
- 传道书 （页面存档备份，存于）

## 参看
- 箴言
- 诗歌智慧书
- 所罗门
- 人生观
- 世界观
- 住棚節